# Post-marxisme
 (mai 2017).
Si vous disposez d'ouvrages ou d'articles de référence ou si vous connaissez des sites web de qualité traitant du thème abordé ici, merci de compléter l'article en donnant les références utiles à sa vérifiabilité et en les liant à la section « Notes et références ».
 (mai 2017).
- Si vous ne connaissez pas le sujet, laissez ce bandeau (vous pouvez alors contacter les auteurs).
- Si vous supprimez le contenu mis en cause (vous pouvez préalablement contacter les auteurs),

argumentez précisément cette suppression dans la page de discussion
(un manque de référence n'est pas un argument ; une recherche réelle de référence doit avoir été effectuée, être formellement documentée).

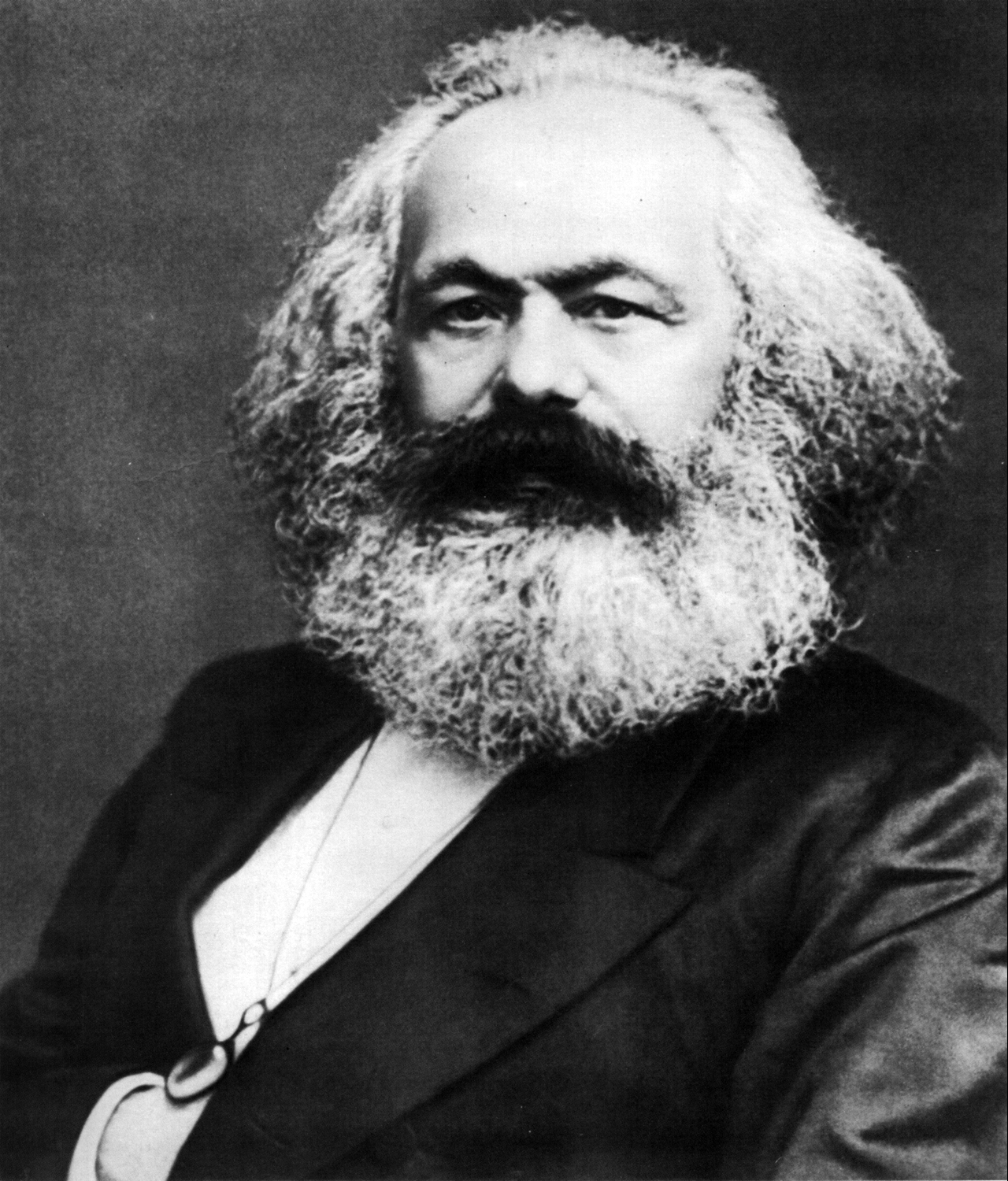
Portrait de Karl Marx (1875).

Le post-marxisme est un courant en philosophie et théorie sociale reposant sur les écrits de Karl Marx et sur le marxisme pur, contournant le marxisme orthodoxe. Sur le plan philosophique, le post-marxisme va à l'encontre du dérivationnisme et de l'essentialisme (par exemple, il ne voit pas dans l'État un instrument qui « fonctionne » de façon univoque et autonome au nom des intérêts d'une classe donnée). De récentes vues sur le post-marxisme se rencontrent chez Ernesto Screpanti (en), Göran Therborn et Gregory Meyerson.

## Histoire
Le post-marxisme remonte à la fin des années 1960 : plusieurs tendances et événements de l'époque ont influencé son développement. La faiblesse du paradigme du communisme soviétique devint évident au-delà des frontières russes. Dans le même temps eurent lieu les émeutes étudiantes de 1968, la montée de la théorie maoïste et l'essor de la télévision qui couvrait les événements de la guerre du Viêt Nam.

### Sémiologie et discours
Quand Roland Barthes commença sa critique de la culture de masse à travers la sémiologie (la science des signes) et avec son livre Mythologies, quelques philosophes marxistes fondèrent leur critique sociale sur la linguistique, la sémiotique et l'étude du discours. Faisant reposer son approche sur l'œuvre de Barthes, Jean Baudrillard écrivit Pour une critique de l'économie politique du signe (1972), attaquant alors le marxisme contemporain sur sa négation de la valeur-signe de son discours philosophique.

## Auteurs post-marxistes notables
- Giorgio Agamben
- Michael Albert
- Alain Badiou
- Étienne Balibar
- Jason Barker
- Jean Baudrillard
- Zygmunt Bauman
- Pierre Bourdieu
- Murray Bookchin
- Vladislav Bougera
- Cornelius Castoriadis
- Ágnes Heller
- Barry Hindess (en)
- Paul Hirst (en)
- John Holloway
- Fredric Jameson
- Boris Kagarlitsky
- Krisis
- Robert Kurz
- Ernesto Laclau
- Bruno Latour
- Claude Lefort
- Jean-François Lyotard
- Catharine MacKinnon
- Chantal Mouffe
- Jean-Luc Nancy
- Abdullah Öcalan
- Jacques Rancière
- Ernesto Screpanti (en)
- Gayatri Spivak
- Alexandre Tarassov
- Göran Therborn
- Alberto Toscano
- Alain Touraine
- Slavoj Žižek

## Sources
- Cornelius Castoriadis, L’institution imaginaire de la société, Paris, Seuil, 1975.
- Ernesto Laclau et Chantal Mouffe, Hégémonie et stratégie socialiste. Vers une politique démocratique radicale, Paris, Les solitaires intempestifs, 2009.
- Ernesto Laclau, La raison populiste, Paris, Seuil, 2008.
- Varios autores "Posmarxismo: en los márgenes del marxismo", Universidad ARCIS, Santiago de Chile, agosto de 2002
- Atilio Borón: "¿Posmarxismo? Crisis, recomposición o liquidación del marxismo en la obra de Ernesto Laclau" (1996), en Tras el búho de Minerva. Mercado contra democracia en el capitalismo de fin de siglo; Bs. As., México, etc.: CLACSO y Fondo de Cultura Económica, 2000
- Ernesto Laclau y Chantal Mouffe, Hegemonía y estrategia socialista. Hacia una radicalización de la democracia, Madrid, Siglo XXI editores, 1987
- Ernesto Laclau, «Discurso, hegemonía y política: Consideraciones sobre la crisis del marxismo» en VVAA., Los nuevos procesos sociales y la teoría política contemporánea, México, Siglo XXI editores, 1986
- Ernesto Laclau, Deconstrucción, Pragmatismo y Hegemonía, en Deconstrucción y Pragamatismo, Chantal Mouffe (comp.), Buenos Aires, Paidos, 1998
- Imanol Galfarsoro: "(Post)Marxismoa, kultura eta eragiletasuna: Ibilbide historiko labur bat" in Alaitz Aizpuru(koord.), Euskal Herriko pentsamenduaren gida, Bilbo, UEU 2012.  (ISBN 978-84-8438-435-9)
- Simon Tormey & Jules Townshend, Key Thinkers from Critical Theory to Post-Marxism, Pine Forge Press, 2006.
- Sim, Stuart. Post-Marxism: An Intellectual History, Routledge, 2002.
- Shenfield, Stephen. Vladislav Bugera: Portrait of a Post-Marxist Thinker
- el-Ojeili, Chamsy. Post-Marxism with Substance: Castoriadis and the Autonomy Project, in New Political Science, 32:2, June 2001, pp. 225–239.
- el-Ojeili C. After post-socialism: Social theory, utopia and the work of castoriadis in a global age, Antepodium: Online Journal of World Affairs (2011), pp. 1–16.
- Aristotelis Agridopoulos: Das Imaginäre und das Politische. Postmarxistische Sozialontologie bei Cornelius Castoriadis und Ernesto Laclau, in: kultuRRevolution. Zeitschrift für angewandte Diskurstheorie 71. 2. 2016, S. 45–52.
- Oliver Flügel-Martinsen: Befragungen des Politischen. Subjektkonstitution – Gesellschaftsordnung – Radikale Demokratie. Springer VS: Wiesbaden 2017.
- Oliver Flügel, Reinhard Heil, Andreas Hetzel (Hrsg.): Die Rückkehr des Politischen. Demokratietheorien heute. WBG: Darmstadt 2004,  (ISBN 3-534-17435-6).
- Rahel Jaeggi und Daniel Loick (Hrsg.): Nach Marx - Philosophie, Kritik, Praxis. Suhrkamp: Berlin 2013.
- Oliver Marchart: Die politische Differenz. Zum Denken des Politischen bei Nancy, Lefort, Badiou, Laclau und Agamben. Suhrkamp, Berlin 2010,  (ISBN 978-3-518-29556-4).
- Oliver Marchart: Beantwortung der Frage: Was heißt Post-Marxismus?, 1998.
- Martin Nonhoff: Diskurs – radikale Demokratie – Hegemonie. Zum politischen Denken von Ernesto Laclau und Chantal Mouffe. Transcript, Bielefeld 2007.